# Gannan
Gannan (chiń. 甘南藏族自治州; pinyin: Gānnán Zàngzú Zìzhìzhōu; tyb. ཀན་ལྷོ་བོད་རིགས་རང་སྐྱོང་ཁུལ་; Wylie: Kan-lho Bod-rigs rang-skyong-khul, ZWPY: Gainlho Poirig Ranggyong Kü) – tybetańska prefektura autonomiczna w Chinach, w prowincji Gansu. Siedzibą prefektury jest Hezuo. W 1999 roku liczyła 658 651 mieszkańców.

## Podział administracyjny
Prefektura autonomiczna Gannan podzielona jest na:
- miasto: Hezuo,
- 7 powiatów: Lintan, Jonê, Zhugqu, Têwo, Maqu, Luqu, Xiahe.